# Herminia curvilinea
Herminia curvilinea là một loài bướm đêm trong họ Noctuidae.